# Thường Xuân (xã)
Thường Xuân là thị trấn huyện lỵ của huyện Thường Xuân, tỉnh Thanh Hóa, Việt Nam.

## Địa lý
Thị trấn Thường Xuân nằm ở trung tâm phía đông huyện Thường Xuân, có vị trí địa lý:
- Phía đông giáp các xã Ngọc Phụng, Xuân Dương và Thọ Thanh
- Phía tây giáp xã Vạn Xuân
- Phía nam giáp các xã Xuân Cao, Vạn Xuân
- Phía bắc giáp các xã Ngọc Phụng, Lương Sơn.

Thị trấn Thường Xuân có diện tích tự nhiên 49,53 km², quy mô dân số năm 2022 là 10.946 người, mật độ dân số đạt 221 người/km². Các dân tộc chính sinh sống tại thị trấn Thường Xuân là Kinh, Thái, Mường.

## Lịch sử
Địa bàn thị trấn Thường Xuân hiện nay trước đây là xã Xuân Cẩm và một phần các xã Ngọc Phụng, Xuân Dương, Xuân Mỹ thuộc huyện Thường Xuân.
Ngày 3 tháng 6 năm 1988, Hội đồng Bộ trưởng ban hành Quyết định số 99-HĐBT. Theo đó, thành lập thị trấn Thường Xuân (thị trấn huyện lỵ của huyện Thường Xuân) trên cơ sở tách 184,95 ha diện tích tự nhiên và 2.566 người của xã Xuân Dương, cùng 68,19 ha diện tích tự nhiên và 363 người của xã Ngọc Phụng. Thị trấn Thường Xuân có 253,14 ha diện tích tự nhiên và 2.929 người.
Ngày 4 tháng 4 năm 2008, Chính phủ ban hành Nghị định số 38/2008/NĐ-CP (có hiệu lực từ ngày 30 tháng 4 cùng năm). Theo đó:
- Điều chỉnh 1.972,54 ha diện tích tự nhiên và 1.026 người của xã Xuân Mỹ vừa giải thể về xã Xuân Cẩm quản lý
- Điều chỉnh 362 người của xã Xuân Khao vừa giải thể về thị trấn Thường Xuân quản lý.

Sau khi điều chỉnh địa giới hành chính, xã Xuân Cẩm có 4.541,62 ha diện tích tự nhiên và 3.740 người; thị trấn Thường Xuân có 272,99 ha diện tích tự nhiên và 4.698 người.
Đến năm 2018, thị trấn Thường Xuân có diện tích 2,77 km², dân số là 5.663 người, mật độ dân số đạt 2.044 người/km² với 5 khu phố. Xã Xuân Cẩm có diện tích 46,76 km², dân số là 3.667 người, mật độ dân số đạt 78 người/km² với 6 thôn.
Ngày 16 tháng 10 năm 2019, Ủy ban Thường vụ Quốc hội ban hành Nghị quyết số 786/NQ-UBTVQH14 về việc sắp xếp các đơn vị hành chính cấp xã thuộc tỉnh Thanh Hóa (nghị quyết có hiệu lực từ ngày 1 tháng 12 năm 2019). Theo đó, sáp nhập toàn bộ diện tích và dân số của xã Xuân Cẩm vào thị trấn Thường Xuân. Thị trấn Thường Xuân có 11 khu phố như hiện nay.
Ngày 17 tháng 12 năm 2024, Chủ tịch Ủy ban nhân dân tỉnh Thanh Hóa ban hành Quyết định số 4992/QĐ-UBND về việc công nhận đô thị thị trấn Thường Xuân đạt tiêu chí đô thị loại V.

## Hành chính
Thị trấn Thường Xuân được chia thành 11 khu phố: 1, 2, 3, 4, 5, Thanh Xuân, Tiến Sơn 1, Tiến Sơn 2, Trung Chính, Xuân Minh, Xuân Quang.

## Giao thông
Quốc lộ 47 từ thị trấn Lam Sơn (huyện Thọ Xuân) đi qua thị trấn Thường Xuân, chạy dọc theo phía bắc huyện Thường Xuân đến xã biên giới Bát Mọt. Có 1 tuyến xe buýt duy nhất chạy từ thành phố Thanh Hóa lên đến trung tâm thị trấn.